# Fıstıklı Höyük
Koordinaten: 36° 59′ 44,4″ N, 37° 58′ 39,8″ O
Fıstıklı Höyük (Aussprache [fɯstɯclɯ højyc]; türk.: Hügel mit Pistazien) ist ein Siedlungshügel in der Südosttürkei, Provinz Şanlıurfa, Landkreis Birecik. Er wurde im späten Neolithikum/Chalkolithikum besiedelt und nach langer Unterbrechung in römisch-hellenistischer Zeit als Friedhof genutzt.

## Grabungsgeschichte
1989 wurden als bauvorbereitende Maßnahme für den Karkemış-Staudamm und den Birecik-Staudamm ein archäologisches Survey unter Leitung Guillermo Algazes durchgeführt. Im Zuge dieses Surveys wurde Fıstıklı Höyük als eine von zwei halafzeitlichen Siedlungshügeln entdeckt.
1998 besuchten Susan Pollock und Reinhard Bernbeck den Hügel. Sie führten ein Survey durch und legten einen Testschnitt an, um einschätzen zu können, ob es sich lohne eine Grabung durchzuführen.
Im Sommer des Jahres 1999 wurde die erste reguläre Grabung durchgeführt. Die Grabungstätigkeit konzentrierte sich auf den Gipfel und den westlichen Teil des Hügels (Unit A, B, D & E). Es wurden aber auch Testschnitte im Norden (Unit C & G) und im Osten (Unit F) vorgenommen. Im folgenden Sommer 2000 wurde die vorerst letzte Grabung durchgeführt. Diese konzentrierte sich vor allem auf den Norden des Siedlungshügels (Unit H, I und K). Aber auch im Zentrum des Hügels wurde weiter gegraben (Unit L).

## Siedlungsgeschichte

### Halaf-Zeit
Die halafzeitliche Siedlung datiert etwa zwischen 5850 und 5750 cal. BCE, war also zwischen 100 und 150 Jahre lang besiedelt. Sie kann als Kleinsiedlung bezeichnet werden, da zeitgleich nie mehr als maximal fünf Wohnhäuser gestanden haben. Die Phasen IV, IIIc, IIIb, IIIa und IIIx datieren in diese Zeit.
In den ältesten Phasen IV und IIIc wurde keine Architektur gefunden. Lediglich in IIIc gibt es einige Gruben.
Die Phasen IIIb und IIIa umfassen zwei Besiedlungsphasen mit den für die Halafzeit typischen Tholoi. In der Phase IIIb wurde im Osten eine Müllhalde angelegt und in Phase IIIa finden sich im Norden etliche freistehende Öfen. Abgesehen davon sehen sich die beiden Phasen sehr ähnlich; freistehende Tholoi mit kleinen rechteckigen Speicherbauten und einer großen freien Fläche dazwischen. Im Nordosten der Siedlung gab es zwei Erdwerke, deren Funktion nicht eindeutig ist, die aber als Schutz vor Hochwasser interpretiert werden.
Die Phase IIIx beschreibt eine nicht ganz klar verständliche Schichtenabfolge nach der Besiedlung. Es liegt jedoch nahe, dass es eine Besiedlung der Ruinen war.

### Hellenistisch/Römische Zeit
Bei den Phasen II und I handelt es sich um einige Gruben, Gräber und eine Lehmziegelmauer aus hellenistischer und Römischer Zeit. Wegen der kargen Ausstattung der Gräber ist eine genauere Datierung nicht möglich. Die 27 Gräber enthalten 29 Menschen, die alle mit nur wenigen Beigaben ausgestattet wurden. Lediglich ein Grab sticht durch seine steinerne Grabarchitektur heraus.